# Élections municipales de 2002 en Outaouais
Les élections municipales québécoises de 2002 se déroulent le 3 novembre 2002. Elles permettent d'élire les maires et les conseillers de chacune des municipalités locales du Québec, ainsi que les préfets de quelques municipalités régionales de comté.

## Outaouais

### Bouchette
| Poste/District             | Élu          | Type d'élection |
| -------------------------- | ------------ | --------------- |
| Maire                      | Réjean Carle | Sans opposition |
| Taux de participation: n/a |              |                 |

### Campbell's Bay
| Poste/District              | Élu             | Type d'élection |
| --------------------------- | --------------- | --------------- |
| Maire                       | Cletus Ferrigan | Scrutin         |
| Taux de participation: 78 % |                 |                 |

### L'Isle-aux-Allumettes
| Poste/District              | Élu           | Type d'élection |
| --------------------------- | ------------- | --------------- |
| Maire                       | Denzil Spence | Scrutin         |
| Taux de participation: 57 % |               |                 |

### Maniwaki
| Poste/District             | Élu             | Type d'élection |
| -------------------------- | --------------- | --------------- |
| Maire                      | Robert Coulombe | Sans opposition |
| Taux de participation: n/a |                 |                 |

### Pontiac
| Poste/District              | Élu               | Type d'élection |
| --------------------------- | ----------------- | --------------- |
| Maire                       | Bruce R. Campbell | Scrutin         |
| Taux de participation: 56 % |                   |                 |

### Saint-André-Avellin
| Poste/District             | Élu                | Type d'élection |
| -------------------------- | ------------------ | --------------- |
| Maire                      | Jean-Denis Lalonde | Sans opposition |
| Taux de participation: n/a |                    |                 |

### Thurso
| Poste/District             | Élu            | Type d'élection |
| -------------------------- | -------------- | --------------- |
| Maire                      | Desmond Murphy | Sans opposition |
| Taux de participation: n/a |                |                 |